# 安芸皎一
安芸 皎一（あき こういち、男性、1902年4月9日 - 1985年4月27日）は、日本の河川工学者、資源問題研究者。河川開発、水害問題のほか、資源問題を国際的視野で研究した。

## 略歴
内務省土木局技師安芸杏一の長男として新潟市に生まれる。兄弟構成は6人兄弟一女５男で、他5人とも大学出である。東京で育ち、府立四中（現・東京都立戸山高等学校）に進学。府立中時代は水練部主将を務める。四修で新潟高等学校 (旧制)に進学。同校を卒業後、東京帝国大学文学部英文科に進むが、1年後に工学部土木工学科に再入学。再入学した土木工学科では水理学者物部長穂のもとで河川工学を修める。1926年同学科卒業、内務省に入省。東京土木出張所内務工手。
1930年省鬼怒川改修事務所所属鎌庭工場主任配属、技師青山士の指導を受け、ダム建設と鎌庭捷水路開削に携わる。
1934年に富士川改修事務所主任技師。このころ武田家の甲州流治水術に着目し、古文書を解読。
1937年内務省土木試験所技師と兼務。1941年内務省本省土木局第一技術課勤務、河水統制事業にとりくむかたわら興亜院（のち大東亜省総務局調査課）と兼務し中国大陸の治水対策に取り組む。
1943年、土木学会誌で4回にわたって論文を連載。題は「河相論―主として河相と河川工法との関聯性に就ての研究」で、これにより東京大学より工学博士。さらにこれを1944年年論文『河相論』として刊行、土木学会賞を受賞。同年、東京帝国大学第二工学部教授に兼務で就任。この時期、アメリカのTVA（Tennessee Valley Authority、テネシー河流域開発公社）関連の英文資料を入手する。
1946年、内務省土木試験所（現土木研究所）所長就任。1948年、GHQ天然資源局の要請を受け経済安定本部資源委員会（1949年に資源調査会に改称）初代事務局長に就任。
1947年『河川工学序説』を刊行。
TVAの現場視察のため米軍占領下の1950年に４カ月間アメリカ訪問。帰国後、TVAや土壌保全事業などについて視察談を刊行。
1951年発足の日本大学国土総合開発研究所顧問。同年経済安定本部資源調査会副会長。1952年には毎日出版文化賞を受賞。同年、東京大学生産技術研究所教授。
1954年、通商産業省原子力予算打合会委員、総理府原子力利用準備調査会総合部会専門委員。
1955年、ジュネーブでの国連第一回原子力平和利用国際会議に出席。
1956年、日本原子力産業会議参与。科学技術庁科学審議官に就任。資源調査会は科技庁附属機関となり、同事務局は科技庁資源局に鞍替え。同年、世界動力会議第 5 回総会日本首席代表。
1958年、世界動力会議カナダ部会日本首席代表。1959年、東京大学工学部教授併任（～60年11月）、社団法人水温調査会会長就任。
1960年、社団法人国際技術協力協会会長。国連アジア極東経済委員会（ECAFE）水資源開発局長に就任。バンコク滞在。メコン河などアジアの国際河川に強い関心を持つ。メコン委員会では開発計画へ助言を続けた。タイでは水資源開発や地域開発を助言。
1964年から1984年まで関東学院大学工学部教授。一方で中曽根康弘に請われて拓殖大学教授も兼務で就任している。
昭和40年代以降はユネスコ水文学10年計画、世界動力会議などの国際会議に精力的に参加、議長も務めたことがある。
1973年日本河川開発調査会会長。1974年度土木学会賞功績賞受賞。

## 著書
- 河相論　1944年　ときわ書房
- 治水　1943年
- 堤防　1943年
- 近世科学思想　岩波　1972年　武田甲州流水術四つの古文書解読の成果を出版